# Cephalostachyum burmanicum
Cephalostachyum burmanicum är en gräsart som beskrevs av Richard Neville Parker och Charles Edward Parkinson. Cephalostachyum burmanicum ingår i släktet Cephalostachyum och familjen gräs. Inga underarter finns listade i Catalogue of Life.